# وزارت نیروی دریایی (ژاپن)
وزارت نیروی دریایی (به ژاپنی: 海軍省, Kaigun-shō)، جزو هیئت دولت در امپراتوری ژاپن بود که مسئولیت امور اداری نیروی دریایی امپراتوری ژاپن (IJN) را از سال ۱۸۷۲ تا ۱۹۴۵ برعهده داشته‌است.